# Line of Control

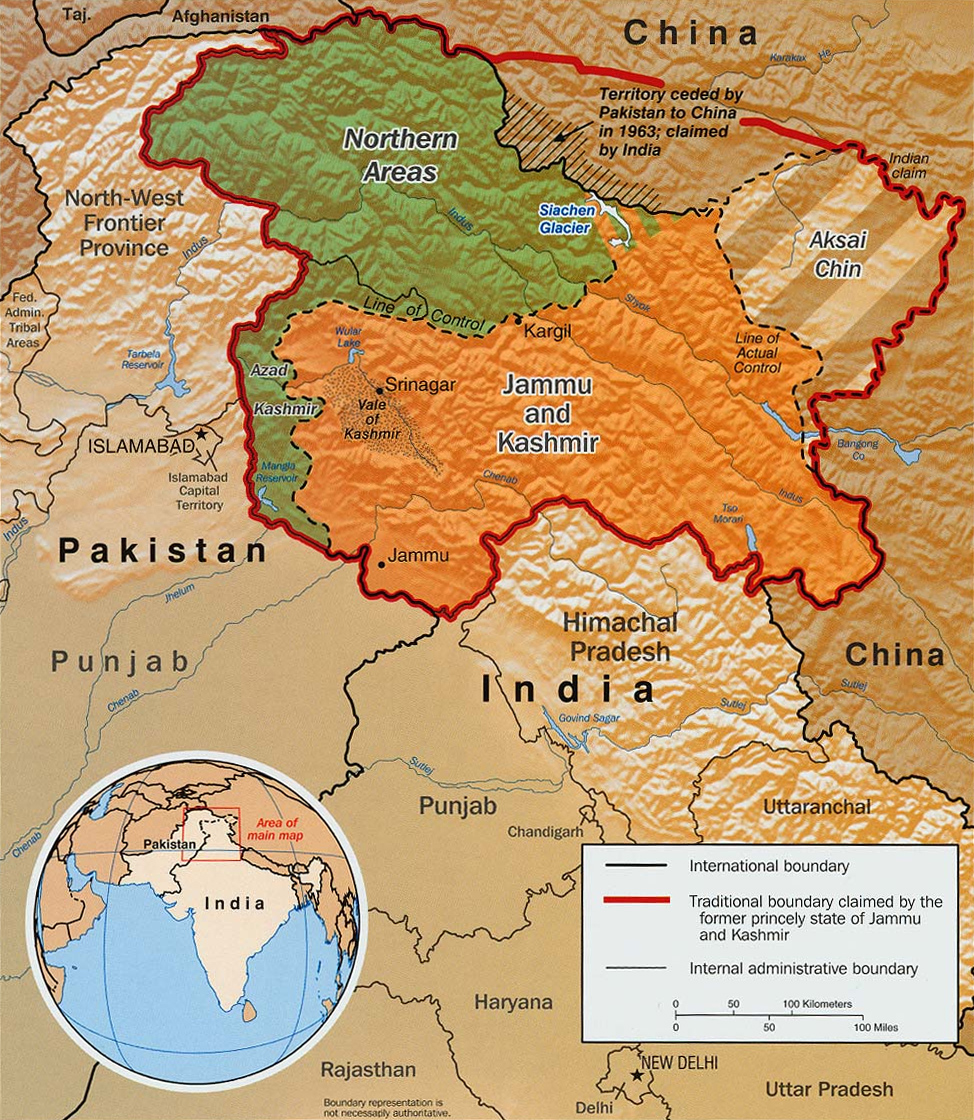
Kaart van Jammu en Kasjmir waarop de de facto grenzen zijn aangegeven. De Line of Control scheidt het Indiase van het Pakistaanse deel van het gebied.

De Line of Control (Engels voor lijn die bewaakt wordt) is de bestandslijn door Jammu en Kasjmir die het door India bestuurde deel (oranje) van het door Pakistan bestuurde deel (groen) scheidt. Deze bestandslijn was de frontlijn op het moment dat de wapenstilstand werd getekend aan het einde van de Eerste Kasjmiroorlog in 1948. Hoewel tijdens de Tweede Kasjmiroorlog van 1965, de Indo-Pakistaanse Oorlog van 1971 en de Kargil-oorlog van 1999 troepen van beide landen over de lijn trokken en kortstondig gebied aan de andere kant bezetten, werd bij de wapenstilstanden aan het einde van deze conflicten telkens weer vrijwel dezelfde lijn hersteld als de facto grens.
De naam "Line of Control" werd pas bij het Verdrag van Shimla in 1972 aan de lijn gegeven.
Zowel India als Pakistan noemen het deel van Kasjmir dat onder het bestuur van het andere land valt "bezet Kasjmir". De Pakistanen noemen het Pakistaanse deel van Kasjmir, in feite een hooguit 30 km brede strook land, Azad Kasjmir (Urdu voor "vrij Kasjmir"). Het noordwesten van de voormalige vorstenstaat Jammu en Kasjmir vormt tegenwoordig de Pakistaanse regio Gilgit-Baltistan en hoort sinds 1947 niet meer bij Kasjmir. India heeft deze afsplitsing nooit erkend en beschouwt het gehele gebied als onderdeel van zijn unieterritoria Jammu en Kasjmir en Ladakh.

## Verloop
De Line of Control is ongeveer 750 km lang.
In de Karakoram loopt de lijn dwars over de Siachengletsjer, die echter door beide landen geclaimd wordt. De gletsjer werd in de jaren 1980 en 1990 bekend als het hoogstgelegen slagveld ter wereld. In 1984 bezette het Indiase leger strategische berghellingen en passen rondom de gletsjer. De Pakistanen hebben meermaals geprobeerd de Indiërs te verdrijven, maar zonder succes. Sinds 2005 onderhandelen beide landen om de definitieve grens vast te leggen.
Ten zuiden van de Karakoram loopt de Line of Control dwars door de Nubravallei. De benedenloop van deze vallei met de plaats Khaplu valt onder Pakistaans, het bovenste gedeelte onder Indiaas gezag. De Line of Control doorsnijdt het dal van de Indus vlak ten noorden van Kargil, om vanaf dat punt in oost-westelijke richting te lopen, parallel aan het klovige dal van de Neelum, dat grotendeels aan de Pakistaanse kant ligt. 
De lijn loopt om de Kasjmirvallei heen, die onder Indiaas gezag valt. Vanaf ongeveer 20 km ten oosten van Muzaffarabad, de hoofdstad van Azad Kasjmir, slingert de Line of Control naar het zuiden. Het dal van de Jhelum wordt tussen de plaatsen Uri (India) en Kathai (Pakistan) doorsneden. De plaats Punch, waar de lijn omheen loopt, valt onder Indiaas gezag. De lijn loopt ten oosten van het Mangla Reservoir de vlakte in om ongeveer 30 km ten noorden van Sialkot samen te komen met de grens van Kasjmir met de Pakistaanse provincie Punjab.